# Antonino Prado
Antonino Prado Castro (San Fernando, Provincia de Colchagua, 23 de marzo de 1947 - Copiapó, 28 de mayo de 2021), fue un político y empresario minero chileno, quien se desempeñó como seremi y gobernador de la provincia de Copiapó entre 2003 y 2006.

## Primeros años de vida
Oriundo de San Fernando, provincia de Colchagua, hijo de los inmigrantes españoles Antonino Prado Martínez y de Mercedes Castro Morales, sus primeros años los vivió en la ciudad de Santa Cruz. Se casó el 27 de abril de 1971 en Santa Cruz, con Gabriela del Carmen Prado Orellana.

## Vida pública
Como militante del Partido Radical de Chile fue candidato a regidor de la municipalidad de Santa Cruz en 1971, no resultando electo.
Desde el gobierno de Eduardo Frei Ruiz-Tagle (1994-2000) y durante la administración de Ricardo Lagos (2000-2003) se desempeñó como seremi de minería en Atacama.
En 2003 fue nombrado por el presidente Lagos como gobernador de la provincia de Copiapó, ocupando dicho cargo hasta el 11 de marzo de 2006.
En 2006 fue elegido presidente del Partido Radical Social Demócrata en la región de Atacama, cargo que ocupó durante un año.
En 2015 se desempeñaba como vicepresidente de la Asociación Minera de Copiapó.
Falleció el 28 de mayo de 2021 en el hospital regional de Copiapó, producto de una sepsis de punto de partida urinaria e hipotensíon.